# Corpseflesh
CorpseFlesh ist eine australische Brutal-Death-Metal- und Deathgrind-Band aus Mandurah, die 2005 gegründet wurde.

## Geschichte
Die Band wurde im Jahr 2005 von dem Gitarristen, Bassisten und Sänger Ewan Lambert und dem Schlagzeuger Paul Wachla, die auch beide Mitglieder der Band Facegrinder sind, gegründet. Anfang 2012 erschien über Torn Flesh Records eine selbstbetitelte EP, die später im selben Jahr als Split-Veröffentlichung mit Facegrinder wiederveröffentlicht wurde. Kurz nach der Veröffentlichung der EP unterzeichnete die Gruppe einen Plattenvertrag bei Ungodly Ruins Productions. Im selben Jahr stieß der Gitarrist und Bassist Sambo Marwick hinzu, wodurch der Band nun auch Live-Auftritte ermöglicht wurden. Zusätzlich ist Dayle Edmonson seit diesem Jahr Live-Sänger der Gruppe. Im Februar 2013 wurde über Ungodly Ruins Productions das Debütalbum Tattooed by a Blow Torch veröffentlicht. 2014 erschien die EP Grotesque Inbreds, ehe im folgenden Jahr Paul Wachla die Gruppe verließ. Lambert und Marwick begannen daraufhin zusammen mit einem Studioschlagzeuger die Arbeiten an einem zweiten Album.

## Stil
Brian Giffin ordnete die Band in seiner Encyclopedia of Australian Heavy Metal dem Deathgrind zu. Satan Spawn von metalgallows.com bezeichnete die Gruppe in seiner Rezension zu Tattooed by a Blowtorch als Brutal-Death-Metal-Band, wobei das Album stark durch Gore geprägt sei. Bands des Genres würden als Gesang oft Pig Squealing verwenden, wodurch man den Text nicht mehr verstehen könne. CorspeFlesh hingegen verwende Growls. Vor allem beim Spiel der E-Gitarre könne man der Gruppe auch einen Grindcore-Einfluss anmerken.

## Diskografie
- 2012: Corpseflesh (EP, Torn Flesh Records)
- 2012: Corpseflesh / Facegrinder (Split mit Facegrinder, Infinite Regress Records)
- 2013: Tattooed by a Blowtorch (Album, Ungodly Ruins Productions)
- 2014: Grotesque Inbreds (EP, Ungodly Ruins Productions)